# St Weonards
St Weonards est une paroisse civile et un village du Herefordshire, en Angleterre.